# Ion Frunzetti
Ion Frunzetti (ur. 20 stycznia 1918 w Bacău, zm. 11 września 1985 w Bukareszcie) – rumuński antropolog kultury i historyk sztuki, członek Academia Română, profesor na Universitatea Națională de Arte w Bukareszcie.
Syn Constantina i Anei (de domo Pandele). W latach 1924–1927 uczył się w szkole podstawowej w Târgu Ocna, gdzie brał lekcje rysunku u malarza Stavru Tarasova. W związku z przeprowadzkami ojca uczęszczał do liceów w różnych miejscowościach: w Gałaczu, Oradei, Timișoarze i Fokszanach. Nawiązał współpracę z awangardowym magazynem „13”. Za sonet „Nevroză” uzyskał pierwszą nagrodę w redakcyjnym konkursie (1934). Zdał maturę w 1936. Podjął studia na Uniwersytecie w Bukareszcie.
Współpracował z czasopismami „Revista Fundațiilor Regale” i „Universul literar”; popisywał się F. Ion, Ion F., I. Fr. Lafcadio, Socrates, Menin, Menipos, Menale, Philolaos din Crotona.
W 1951 roku został zwolniony z uniwersytetu z przyczyn politycznych, kilka lat później mógł wrócić do pracy.

## Twórczość
- Disparate, București, Editura Meridiane, 2002
- Studii critice, București, Editura Fundației Culturale Române (Colecția Antropologie culturală), 2000.
- În căutarea tradiției, București, Editura Meridiane, 1998.
- Scrieri, I, II – Constanța, Editura Europolis, 1997.
- Arta românească în secolul XIX, București, Editura Meridiane, 1991.
- Pegas între Meduză și Perseu (vol. I: Gâlceava și împăcarea văzului cu lumea; vol. II: Formă și semn), București, Editura Meridiane, 1985.
- Țărmurile clipei, Buc., 1983;
- Dimitrie Paciurea – București, Editura Meridiane, 1971;
- Dragostele aceleași inimi, Buc., 1967;
- Ostrovul meu, ESPLA, Buc., 1957;
- Maree, cu un portret de G. Tomaziu, Ed. Forum, Buc., 1945;
- Greul pământului, cu o vinietă de A. Diaconescu, Buc., 1943;
- Risipă avară, cu un portret de G. Tomaziu, Buc., 1941.